# Право першого підпису
Право першого підпису (рос. Право первой подписи) — радянський художній фільм 1978 року, знятий на кіностудії «Мосфільм».

## Сюжет
Співробітник зовнішньоторговельного об'єднання Казаков робить пропозицію американському бізнесменові Вікасу проінвестувати будівництво хімічного комбінату. Його вирішено побудувати на місці станції газифікації в Нижньо-Печорську. Рішення Вікаса про укладення договору на будівництво комбінату стає відомо американським бізнесменам, яким невигідно це співробітництво. З метою перешкодити переговорам в Москву приїжджає Рон Клюгер…

## У ролях
- Володимир Івашов — Володимир Казаков
- Володимир Кенігсон — Джордж Вікас, бізнесмен
- Наталія Фатєєва — Бетсі Стайн, журналістка
- Станіслав Ландграф — Рон Клюгер, співробітник ЦРУ
- Анатолій Кузнецов — Сергій Андрійович Савельєв, заступник міністра
- Володимир Тикке — Аллан, помічник бізнесмена Вікаса
- Володимир Самойлов — Іван Миколайович Овчинников, голова зовнішньоторговельного об'єднання
- Всеволод Сафонов — Євген Олександрович Рябінін
- Улдіс Лієлдіджс — президент компанії «Дженерал Ойл»
- Ніна Маслова — дружина Казакова
- Юрій Саранцев — Сергієнко
- Валентин Грачов — Віктор Миколайович, помічник Казакова
- Сергій Присєлков — Микола Степанович, помічник Казакова
- Володимир Ферапонтов — шофер
- Паул Буткевич — інспектор поліції
- Юріс Стренга — лікар
- Віктор Філіппов — епізод
- Микола Сморчков — епізод
- Галина Комарова — Наталка, секретар Казакова
- Тетяна Ігнатова — епізод
- Людмила Карауш — епізод
- Андрій Бережков — Елвін, онук Вікаса
- Вадим Грачов — епізод
- Анатолій Голик — епізод
- Станіслав Міхін — епізод
- Олександр Бєлявський — епізод
- Вілніс Бекеріс — бізнесмен
- Вацлав Дворжецький — президент
- Георгій Тейх — бізнесмен
- Алфредс Віденіекс — епізод
- Едгар Зіле — епізод
- Ольга Лисичкина — епізод
- Володимир Дудін — епізод
- Раднер Муратов — епізод
- Олександр Лебедєв — Лебедєв, інспектор ДАІ
- Валерій Малишев — відвідувач в приймальні Казакова
- Валентин Кулик — дипломат радянського посольства
- В'ячеслав Гостинський — торгпред
- Віктор Шульгін — епізод

## Знімальна група
- Режисер — Володимир Чеботарьов
- Сценаристи — Михайло Рик, В'ячеслав Хотульов
- Оператор — Олександр Княжинський
- Композитор — Андрій Петров
- Художник — Євген Серганов